# Giovanni degli Avvocati
Giovanni degli Avvocati Lucini (Lucino, ... – Como, 15 febbraio 1293) è stato un vescovo cattolico italiano.

## Biografia
Giovanni degli Avvocati Lucini (talvolta citato come Giovanni de Avvocati o Giovanni de Avvogadri) viene consacrato vescovo di Como nel 1274.
Nel 1276, a Como, la famiglia ghibellina dei Rusca prese il potere con la forza sulla città e Loterio Rusca si autoproclamò signore di Como.
Il vescovo Giovanni degli Avvocati si oppose pubblicamente al sopruso di Loterio Rusca e adottò una predicazione ostile alla fazione dei Rusca.
A principio del 1282 i Rusca decisero di attaccare il Vescovo, appiccarono il fuoco al palazzo vescovile, rubarono i beni delle chiese di Como e compirono profanazioni.
Il vescovo Giovanni ebbe appena il tempo di fuggire attraverso il lago. Approdò a Cernobbio, trovò appoggio nel castello episcopale di Castel San Pietro, di cui rimangono alcune tracce nei pressi della chiesa Rossa e da qui ripiegò in terra milanese, cercando rifugio e protezione presso l'arcivescovo di Milano, Ottone Visconti.
Il 25 aprile 1282 Giovanni de Avvocati rientrò nel territorio della sua diocesi, a Lomazzo, presso la chiesa comasca di San Siro, per lanciare la scomunica contro Loterio Rusca, signore di Como.
Loterio Rusca, sentendo il suo potere minacciato dalla scomunica che pendeva su di lui, decise di passare all'attacco e di muovere guerra contro Milano.
La guerra durò quattro anni. Nell'inverno del 1286 gli eserciti erano allo stremo delle forze, e fu gridata tregua. Le fazioni si incontrarono e le ambascerie riuscirono a stipulare il patto passato alla storia come la Pace di Lomazzo.
Alla morte di Loterio Rusca, Giovanni de Avvocati rientrò presso la sede di Como. Giovanni de Avvocati è sepolto nel Duomo di Como, in un sarcofago di pietra tutt'oggi visibile nella navata nord del duomo.